# Mattrup Å
Mattrup Å er en cirka 20 km lang å, der har sit udspring i Torup Sø syd for Vrads, men på det øverste stykke, der løber mod sydvest ned til Halle Sø og Stigsholm Sø, hedder den Boest Bæk. Fra Stigsholm Sø løber den næsten mod syd, langs Tranholm Plantage og ned til Skade lige nordøst for Klovborg. Herfra tager den en mere østlig kurs ind i Mattrup Skov, forbi herregården Mattrup og den idylliske Stidsmølle, hvor eneste danske bestand af vårfluen Wormaldia subnigra findes. Mattrup Å fortsætter mod sydøst og løber ud i Gudenåen ved Kodallund, lidt nord for Åstedbro, der ligger ved Horsens-Nørre Snede-vejen. 
Det øvre løb, Boest Bæk, danner kommunegrænse mellem Silkeborg Kommune og Ikast-Brande Kommune, og det meste af selve  Mattrup Å danner kommunegrænse mellem Ikast-Brande Kommune og Horsens Kommune.